# Alexandria Airlines
Alexandria Airlines – egipska linia lotnicza z siedzibą w Aleksandrii. Głównym węzłem jest port lotniczy El Nouza.